# I965
L'i965 (conosciuto anche con il nome in codice Broadwater) è un chipset Intel presentato nel 2006 per supportare i Pentium 4 Prescott su socket 775, i Pentium D Smithfield e Presler e i nuovi Core 2 Duo Conroe.
Precedentemente all'i965, Intel ha presentato anche l'i975 che offre prestazioni leggermente superiori grazie ad alcune specifiche tecnologie che miglioravano la latenza di accesso alla memoria RAM e ai bus di sistema.
I 2 chipset sono stati i successori, rispettivamente, dell'i945 (Lakeport) e dell'i955 (Glenwood) presentati nel 2005.

## Caratteristiche tecniche

Schema a blocchi del chipset P965

Schema a blocchi del chipset G965

Schema a blocchi del chipset Q965

Tra le principali novità introdotte con il chipset i965 Broadwater vi è il supporto ai primi processori basati sulla nuova architettura Intel Core dei Core 2 Duo Conroe anch'essi basati sul Socket 775, sebbene sia rimasta la compatibilità con le vecchie CPU basate su architettura NetBurst.
Per il resto, le novità introdotte dall'i965 non sono molto eclatanti rispetto a quelle introdotte dal suo predecessore, l'i945 Lakeport. La memoria RAM supportata è ancora in quantitativo massimo di 8 GB di DDR2 grazie al supporto per le estensioni EM64T integrate nel processore, ma in questo caso il supporto saliva allo standard DDR2-800. Per quanto riguarda il BUS invece, esso è rimasto quello dai 533 MHz fino ai 1066 MHz. Ancora una volta l'interfaccia di connessione con la scheda video è quella PCI Express x16 e rimane libero il supporto per altre 6 linee PCI Express che possono venire utilizzate dai produttori di motherboard a propria discrezione.
Nella versione pensata per la nuova piattaforma vPro, dedicata al settore professionale, è disponibile anche il supporto della tecnologia iAMT per la gestione remota.
Il southbridge è diventato l'ICH8 che portava a 10 (il predecessore ne supportava 8) il numero di porte USB 2.0 che i produttori di schede madri potevano integrare nei propri prodotti. Così come per il predecessore, i945, il supporto allo standard PATA è limitato ad un unico canale di tipo UltraATA 100 con supporto RAID alle modalità "0", "1", "5", "10" e Intel Matrix. Dal punto di vista dell'interfaccia SATA invece, il nuovo chipset supporta lo standard SATA 2.5 che prevede fino a 6 porte di tipo SATA-300 e la presenza delle nuove soluzioni esterne eSATA.
Lo standard audio integrato è rimasto l'ormai collaudato "High Definition Audio", chiamato da Intel con il nome in codice Azalia. La qualità è infatti nettamente migliore rispetto a quella dello standard AC '97 e quindi anche un sistema con audio integrato può svolgere le funzioni di un impianto home theater. Per quanto riguarda la scheda di rete, per la prima volta in un sistema Intel, essa non è più fornita esclusivamente attraverso lo standard PCI Express, ma è stato integrato un controller Ethernet Gigabit.
La comunicazione tra Northbridge e southbridge è ancora la cosiddetta Direct Media Interface ma è raddoppiata, passando da 1 GB/s a ben 2 GB/s.
Il sottosistema grafico integrato è il nuovo GMA X3000, con 8 pipeline programmabili funzionanti a 667 MHz.
Complessivamente, il consumo massimo era simile a quello dell'i975, e cioè pari a circa 19 W.
Le versioni disponibili sono le seguenti:
- P965 - senza supporto del sottosistema grafico
- G965 - supporto del sottosistema grafico
- Q965 - supporto del sottosistema grafico e delle funzionalità di amministrazione per la piattaforma vPro.

## Il successore
L'i965 e il suo alter ego i975, sono stati rimpiazzati da Intel a metà 2007 dai chipset della famiglia Bearlake. Con Bearlake, Intel ha cambiato profondamente l'approccio alla progettazione di chipset e anche il nome commerciale. Le versioni disponibili sono molte di più, indirizzate a tutte le fasce di mercato, e il loro progetto è comune. In particolare si può individuare il successore dell'i965 nel modello P35 di Bearlake, e il successore dell'i975 nel modello X38. Tra le novità introdotte con la nuova famiglia vi sono il supporto ai primi processori Intel a 45 nm e il supporto ufficiale alle DDR3 e al BUS a 1333 MHz.